# Tefnut
Tefnut (auch Tefnet; weitere Beinamen: „Nubische Katze“, „Wahrheit“) ist eine altägyptische Göttin, die zu den neun Schöpfergottheiten der heliopolitanischen Kosmogonie (Enneade von Heliopolis) gehört. Sie symbolisierte das Feuer. Frühere Annahmen, dass Tefnut die Feuchtigkeit darstelle, wurden in der Ägyptologie inzwischen verworfen.

## Etymologie
In den Pyramidentexten ist für Tefnut im Zusammenhang des Himmelsaufstiegs vom König (Pharao) neben ihrem Namen Die Waise das Epitheton Die Wahrheit belegt. Außerdem sieht sich der König als Osiris, der das Wasser verkörpert:

„Oh Geb, Stier des Himmels, ich bin Horus…Ich bin gegangen und zurückgekehrt, als vierter Gott der vier Götter, der das Wasser gebracht hat. Ich bin gerechtfertigt für das, was ich getan habe. Ich bin Tefen (Waise), der gerichtet hat mit Tefnut, die beiden Wahrheiten, obwohl Zeugen fehlten. Die beiden Wahrheiten haben befohlen, dass die Throne des Geb zu mir zurückkehren, so dass ich mich erheben kann, so wie ich es mir gewünscht habe.“

In den Sargtexten des Mittleren Reichs wird auf den Beinamen der Tefnut Bezug genommen, wobei das theologische Schöpfungskonzept auf den Pyramidentexten fußt: Da sagte Atum: Tefnut ist meine lebendige Tochter, sie ist zusammen mit ihrem Bruder Schu. „Leben“ ist sein Name, „Wahrheit“ ist ihr Name…„Leben“ schläft mit meiner Tochter „Wahrheit“.

## Abstammung
Zusammen mit ihrem Bruder, dem Luftgott Schu, war sie die erste, die aus dem Körper der Schöpfergottheit Atum hervorgegangen ist, und somit entstand die Zweigeschlechtlichkeit. Über die Abstammung Tefnuts existiert noch eine weitere Version, in der sie und Schu Kinder der Isis sind und in Chemmis geboren wurden. Im Planetenkapitel des Nutbuches wird die Geburt der Tefnut im Zusammenhang der Geburt von Horus beschrieben:

„Der Jüngling in der Nut, er entfernte sich mit seinen Händen. So wurden seine beiden Hände zu einer Vulva, indem seine beiden Arme um sie herum waren. Atum zu sprechen: „Dieses, was aus meinen Lippen hervorkam, was ich in meine Hand spuckte, die eine Vulva war, das ist dieses. Schu und Tefnut. Ka und Kat“. So streckten Isis und Nephthys ihre Hände dem Horus entgegen, um ihn zu empfangen, als Isis ihn gebar und er aus ihrem Leib hervorkam.“

Neben der mythologischen Vorstellung, dass Atum die Götter Schu und Tefnut durch Masturbation erzeugte, beschreibt das Nutbuch eine abweichende Schöpfungsversion. Tefnut wird als Kat und somit als Vulva definiert. Das Ausführungen des Nutbuches spielen auf die Pyramidentexte an, wo Atum seine Arme in Form der Hieroglyphe Ka um Schu und Tefnut legt, um beide zu beseelen. Während das Ka in Atum noch zweigeschlechtlich ist, trennt Atum durch diesen Schöpfungsvorgang das Ka in das männliche (Ka) und weibliche (Kat) Prinzip. Die Bezugnahme auf die Geburt des Horus verweist auf Haroeris als kosmischer Horus. Sein linkes Horusauge symbolisiert den Mond und Tefnut; das rechte Horusauge die Sonne und Schu. Bei Atum handelt es sich aufgrund von anderen Aussagen in den Pyramidentexten wahrscheinlich um eine Gleichsetzung mit dem kosmischen Horus als Haroeris, der öfter auch als 10. Gott der Neunheit von Heliopolis benannt ist.

## Bedeutung
Schu und Tefnut bildeten das Paar, das die Götter erzeugt hat: sie gelten als Eltern des Erdgottes Geb und der Himmelsgöttin Nut. Überall, wo Tefnut erwähnt wird, geschieht dies zusammen mit Schu, sie sind die Zwillinge schlechthin. Auch wird Tefnut nicht als Löwin, sondern als nubische Katze beschrieben. Wenn aber Zorn sie packt, verwandelt sie sich immer wieder in eine „wilde Löwin“. Tefnut ist die Uräusschlange, die zugleich als Sonnenauge wirkt. Im Mythos Die Heimkehr der Göttin heißt es:

„Der Festjubel ist mit dir fortgezogen, die Trunkenheit verschwand und wurde nicht gefunden. Schlimmer Streit ist in ganz Ägypten. Der Festsaal des Re ist erstarrt, die Trinkhalle des Atum ist bedrückt. Sie alle sind mit dir fortgezogen und haben sich vor Ägypten verborgen. Man ist in Heiterkeit unter den Nubiern.“

Die ungebändigte Kampfeslust der Löwin entlädt sich nun in ihrer Macht als Stirnschlange des Re. Der Papyrus Harris sagt: „Wenn Re den Himmel jeden Morgen durchfährt, dann ruht Tefnut auf seinem Haupt und sendet ihren Feuerhauch gegen seine Feinde“. Die Doppelseitigkeit ihres Wesens kommt auf einer Inschrift in Philae zum Ausdruck: „Als Sachmet ist sie zornig, als Bastet fröhlich“. Beide, Sachmet, die grimmige Löwin, und Bastet, die heitere Katze, sind in Tefnut vereint. Nach der späteren Verschmelzung der Götter Atum und Re zu „Atum-Re“ wurden Schu und Tefnut damit auch zu Kindern des Re.

## Darstellung
Dargestellt wurde Tefnut menschengestaltig mit einem Löwenkopf oder in ihrem Hauptkultort Leontopolis (Löwenstadt) als Löwe. Sie trägt eine Sonnenscheibe auf dem Kopf, die von zwei Schlangen umringt ist. Daher trägt Tefnut auch den Beinamen „Herrin der Schlange“ oder „Stirnschlange am Haupte aller Götter“.
In Buto kennt man sie als flamingogestaltiges „Kind des unterägyptischen Königs“, in Elkab erscheint sie in Gestalt eines Geiers.